# Acidente do Antonov An-12 da Silk Way Airlines em 2016
Em 18 de maio de 2016, um avião cargueiro Antonov An-12 da Silk Way Airlines caiu após sofrer uma falha de motor logo após decolar do Aeroporto de Dwyer no sul do Afeganistão, a caminho do Aeroporto Internacional de Mary no Turcomenistão. Sete dos nove tripulantes a bordo morreram no acidente, que foi o segundo ancidente do Silk Way no Afeganistão depois de um acidente envolvendo um Ilyushin Il-76 em 2011. Dois outros ocupantes foram levados ao hospital e tratados por seus ferimentos.
Arif Mammadov, chefe da Administração Estatal de Aviação Civil do Azerbaijão, disse que a aeronave caiu após colidir em um obstáculo.